# دان غيل
دان غيل (15 يونيو 1989 في المملكة المتحدة - ) (بالإنجليزية: Dan Gale)‏ هو لاعب كريكت بريطاني. لعب مع Durham University Centre of Cricketing Excellence ‏ ونادي مارليبون للكريكت ‏.

## وصلات خارجية
- دان غيل على موقع إي آس بي آن كريك إنفو (الإنجليزية)